# Live at the Brixton Academy (álbum de Dido)
Dido Live At Brixton Academy (en español: Dido en Vivo en la Academia Brixton), es un DVD de Dido lanzado el 7 de junio de 2005. 
El CD y DVD fue filmado en la Academia Brixton de Londres como parte de la gira Life for Rent. El DVD incluye 17 pistas con los éxitos de Dido como «Here With Me», «ThankYou», «White Flag» y «Don't Leave Home» y un bonus de un CD. El concierto fue filmado por el director David Barnard, y mezclado por Bob Clearmountain. El DVD fue filmado y editado en formato de alta definición.

## Lista de canciones
Todos los temas compuestos por Dido excepto donde se indica:

| Dido Live At Brixton Academy |                             |          |  |
| N.º                          | Título                      | Duración |  |
| 1.                           | «Stoned»                    | 5:58     |  |
| 2.                           | «Here with Me»              | 4:35     |  |
| 3.                           | «See You When You're 40»    | 5:55     |  |
| 4.                           | «Life for Rent»             | 3:55     |  |
| 5.                           | «Hunter»                    | 4:16     |  |
| 6.                           | «Isobel»                    | 4:48     |  |
| 7.                           | «My Life»                   | 3:18     |  |
| 8.                           | «Honestly OK»               | 7:09     |  |
| 9.                           | «Don't Leave Home»          | 4:20     |  |
| 10.                          | «Mary's in India»           | 3:30     |  |
| 11.                          | «Take My Hand»              | 5:53     |  |
| 12.                          | «Thank You»                 | 4:09     |  |
| 13.                          | «Sand In My Shoes»          | 5:17     |  |
| 14.                          | «White Flag»                | 4:16     |  |
| 15.                          | «Do You Have a Little Time» | 2:43     |  |
| 16.                          | «All You Want»              | 3:55     |  |
| 17.                          | «See the Sun»               | 6:06     |  |
| 91:00                        |                             |          |  |